# 旭村 (愛知県丹羽郡)
旭村（あさひむら）は、かつて愛知県丹羽郡にあった村。
現在の江南市東部（山尻町・江森町・前野町・宮後町など）に該当する。

## 歴史
- 1889年（明治22年）10月1日 - 山尻村、江森村、前野村、宮後村が合併し発足。
- 1906年（明治39年）5月1日 - 古知野町、両高屋村、和勝村、東野村及び栄村の一部、秋津村の一部と合併し、改めて古知野町が発足。同日旭村廃止。